# Kobi Lichtenstein
Kobi Lichtenstein (Rehovot, Israel, 1964), é um professor, mestre e lutador israelense. É o responsável por divulgar, ensinar e formar instrutores de Krav Magá na América do Sul, pela Federação Sul-americana de Krav Maga (FSAKM).

## Biografia
Kobi Lichtenstein nasceu em 1964, na cidade de Rehovot, Israel. Em 1983, Mestre Kobi recebeu a faixa preta de Imi Lichtenfeld, sendo diplomado como faixa preta pela Associação de Krav Maga Israelense e instrutor pela Universidade Wingate, conforme explicado a seguir.
Deu aulas a vários grupos específicos, como autistas, onde obteve resultados surpreendentes, grupos de mulheres vítimas de estupro, adolescentes considerados delinqüentes juvenis e outros. Após servir 3 anos ao exército israelense, diplomou-se como faixa preta através dos ensinamentos do Grão-Mestre Imi Lichtenfeld e da Associação de Krav Maga em Israel e, na mesma época, diplomou-se instrutor pela Universidade Wingate, a maior universidade de Educação Física em Israel e considerada como uma das melhores do mundo, com cursos de extensão em Fisioterapia, Primeiros Socorros, Alimentação Especial para Atletas na mesma universidade.
Foi responsável pelo ensino de Krav Maga nas regiões centro-sul de Israel, somando milhares de alunos. Ex-combatente na guerra em 1982, participou de inúmeras missões especiais do exército israelense, trabalhou em serviços de segurança nacional e concluiu MBA em Segurança Nacional e Terror pela [[Universidade Hod Hasharon]] em Israel, em parceria com a Newport University na Califórnia.
Representante no Brasil do United States Police Defensive Tactics Association, membro da International Bodyguard Association IBSSA.
Em 1989, recebeu de Imi Lichtenfeld a mais nova e importante missão, que abraçou como objetivo de vida: Introduzir o Krav Maga no continente sul americano, desenvolvendo a obra de Imi Lichtenfeld com integridade e fidelidade. E assim, chegou ao Brasil em 18 de janeiro de 1990, data que hoje é comemorada no nosso país como o dia nacional do Krav maga por este motivo.
Estabeleceu-se na cidade do  Rio de Janeiro e fundou a Associação Brasileira de Krav Maga, reconhecida pela Secretaria de Esportes e Ministério de Educação. Como primeiro faixa preta a sair do Estado de Israel para cumprir a missão a ele confiada, deu início ao trabalho com muito sucesso. Surpreendeu a todos, até mesmo a elite do exército e polícia pela objetividade e eficiência do Krav Maga e sua inquestionável competência como instrutor e entendedor do assunto.
Toda a mídia - imprensa, televisão e rádio - documentou passo a passo o trabalho desenvolvido; a difusão e divulgação do Krav Maga na América do Sul, desde as primeiras aulas, em clubes e academias, até a fundação da Associação Brasileira e posteriormente da Federação Sul Americana de Krav Magá, também conhecida como FSAKM, a inauguração do Centro de treinamento nacional - Top Defense, os vários cursos em diversos estados brasileiros, o lançamento de 4 livros em língua portuguesa, sendo o último lançado também em outras 5 línguas.
Ao longo destes anos no Brasil, vem formando centenas de instrutores que hoje lecionam em várias academias em vários estados brasileiros.
Supervisiona a prática e divulgação do Krav Maga, mantendo o alto nível ético e técnico dos instrutores e alunos, seguindo os passos ditados por seu mestre e criador do Krav Maga, Imi Lichtenfeld.
Como mestre em Krav Maga e especialista em segurança, já ministrou módulos de cursos para diversas entidades militares, policiais e de segurança privada. O treinamento para o ramo de segurança tem alcançado excelentes resultados e os cursos vêm sendo requisitados em todos os estados brasileiros e por países da América Latina.
Em março de 2009 foi condecorado com a maior honraria do Estado do Rio de Janeiro, a Medalha Tiradentes.
Em maio de 2009 foi condecorado com a maior honraria da cidade do Rio de Janeiro, o conjunto de medalhas Pedro Ernesto.
Em dezembro de 2010, recebeu a Medalha Mérito Legislativo no Palácio do Congresso Nacional.
Em maio de 2010, organizou o maior evento internacional de Krav Maga, trazendo ao Rio de Janeiro os principais mestres de Krav Maga no mundo e reunindo delegações de 28 países durante programação intensa por 5 dias, incluindo seminários, palestras, workshops, evento cultural e noite de homenagens, e ainda obtendo o recorde mundial com “Maior aula de defesa pessoal no mundo”, conferindo por auditor oficial do Guinness Records. A grandiosidade do evento colocou o Rio de Janeiro no cenário mundial do esporte, elogiado pela hospitalidade e profissionalismo que conduzem o trabalho do mestre Kobi Lichtenstein no Brasil nestes anos.
Também em 2010, recebeu o Título de Colaborador Emérito do Exército Brasileiro.
Recebeu a última graduação do Grão-Mestre Imi Lichtenfeld em janeiro de 1996, a faixa preta 6º Dan.
Em maio de 2011, recebeu a graduação de 8º dan do presidente da Federação Israelense de Krav Maga.
Atualmente, existem diversas academias que ensinam o Krav Maga Mestre Kobi, como em Juiz De Fora onde Daniel Dellias, um de seus melhores alunos ensina o Krav Maga para os juiz-foranos.